# Ракетный обстрел Украины 2 января 2024 года
Утром 2 января 2024 года в ходе вторжения в Украину российские войска нанесли очередную массированную ракетную атаку по Украине, в ходе которой было запущено около 100 ракет разных типов.
Основными целями стали Киев и Харьков. В результате атаки в Украине погибли 6 человек, около 130 получили ранения. Этот обстрел был совершён вскоре после массированного обстрела 29 декабря 2023 года.
По словам украинских военных, эта атака стала крупнейшей с использованием ракет «Кинжал», однако им удалось сбить все 10 запущенных по Украине таких ракет. В ходе атаки Россия использовала ракеты, произведённые в КНДР.
Во время атаки на Украину над селом Петропавловка в Воронежской области произошёл «нештатный сход авиационного боеприпаса».

## Ход событий

### Предыстория
29 декабря 2023 года Россия совершила одну из наиболее массированных ракетных атак по Украине за всё время войны, в ходе которой войска РФ использовали около 110 ракет разных типов и 36 дронов типа «Shahed». В Киеве в результате этой атаки погибло наибольшее количество людей с начала войны — 33.
30 декабря 2023 года украинские военные нанесли наиболее массированный удар по Белгороду за всё время войны. В результате обстрела погибли 24 мирных жителя и больше 100 человек пострадали. Источники украинских СМИ в спецслужбах Украины заявили, что обстрел был ответом на российские обстрелы украинских городов 29 декабря и его целью были военные и промышленные объекты Белгорода, однако из-за действий российских ПВО осколки ракет упали в центре города.
1 января 2024 года российский президент Владимир Путин назвал обстрел Белгорода «терактом» и пригрозил наращивать удары по Украине. Он заявил: «И сегодня, по-моему, наносятся, и завтра будем делать».

### Атака
В ночь на 2 января Россия атаковала Украину дронами «Shahed». По словам украинских военных, ПВО Украины сбила все 35 запущенных дронов.
Около 6 утра 16 российских бомбардировщиков Ту-95МС выпустили около 70 ракет Х-101 / Х-555 / Х-55. Около 7:30 утра россияне атаковали Украину и с помощью ракет Кинжал, выпущенных с истребителей МиГ-31. Также россияне с моря атаковали 3 ракетами Калибр, с севера — 12 баллистическими ракетами Искандер-М / С-300 / С-400, а с истребителей Су-35 были запущены 4 противорадиолокационные ракеты Х-31П.
Основными целями атак стали Киев и Харьков.
По утверждению главнокомандующего ВСУ Валерия Залужного, украинским силам ПВО удалось сбить 72 ракеты: 10 из 10 ракет «Кинжал», 59 из 70 крылатых ракет Х-101 / Х-555 / Х-55, три из трёх крылатых ракет «Калибр». Украинские военные заявили, что всего в общей сложности им удалось сбить 107 средств воздушного нападения — 72 ракеты и 35 дронов.
Командующий Воздушных сил ВС Украины генерал-лейтенант Николай Олещук заявил, что Россия практически повторила недавнюю атаку 29 декабря «как по типам ракет, так и по количеству средств воздушного нападения».

#### Киев

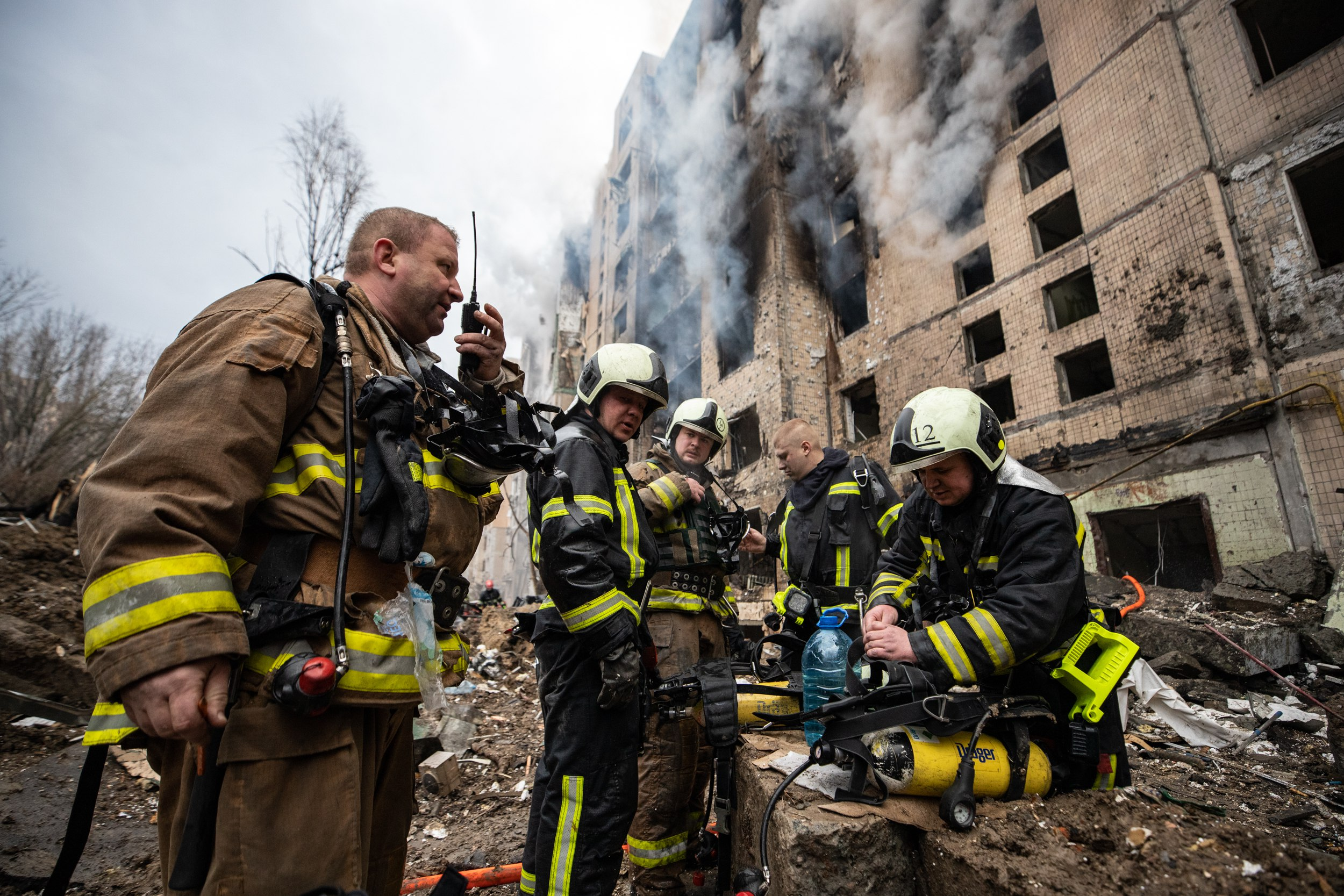
Спасатели ГСЧС Украины возле повреждённого дома в Соломенском районе

Основной целью атаки 2 января был Киев.
Около 7 утра в Киеве раздались взрывы. По сообщениям украинских военных, ракеты атаковали Киев сразу с нескольких сторон: с запада, востока и севера.
Большинство пострадавших — 49 человек — были в Соломенском районе, где в результате ракетной атаки был поражён многоэтажный жилой дом. Двое человек в результате удара по этому дому погибли. Из повреждённого дома эвакуировали больше 130 человек, при этом 20 человек спасатели ГСЧС Украины вывели из заблокированных помещений.
В Деснянском, Подольском и Оболонском районах из-за атаки возникли возгорания супермаркета, рынка и жилого дома. В Подольском районе возник пожар на территории двух автосалонов общей площадью 300 м2, в результате чего сгорело 29 автомобилей, а ещё 5 получили повреждения. Также в Подольском районе была повреждена газовая труба. В Печерском районе обломки ракет упали на крыши жилых домов, в Святошинском районе осколки упали на нежилую застройку, а в Голосеевском и Шевченковском районах обломки ракет упали на открытую территорию.
В микрорайоне Бортничи обломки ракет повредили несколько частных домов.
В результате атаки в Киеве в нескольких районах на несколько часов прекращалось электро- и водоснабжение. Также из-за атаки в украинской столице наблюдались проблемы с интернетом.
В Фастовском районе Киевской области в результате российской атаки погибли двое человек. Также пострадали Бучанский и Бориспольский районы. Так, в городе Вишнёвое было повреждено семь многоквартирных домов, более 40 автомобилей, 7 человек получили ранения.
По словам главы Киевской городской военной администрации Сергея Попко, в ходе атаки в районе Киева ПВО сбили 15 дронов типа «Shahed», 60 крылатых ракет Х-101 / Х-555 / Х-55 и 10 ракет Кинжал.

#### Харьков

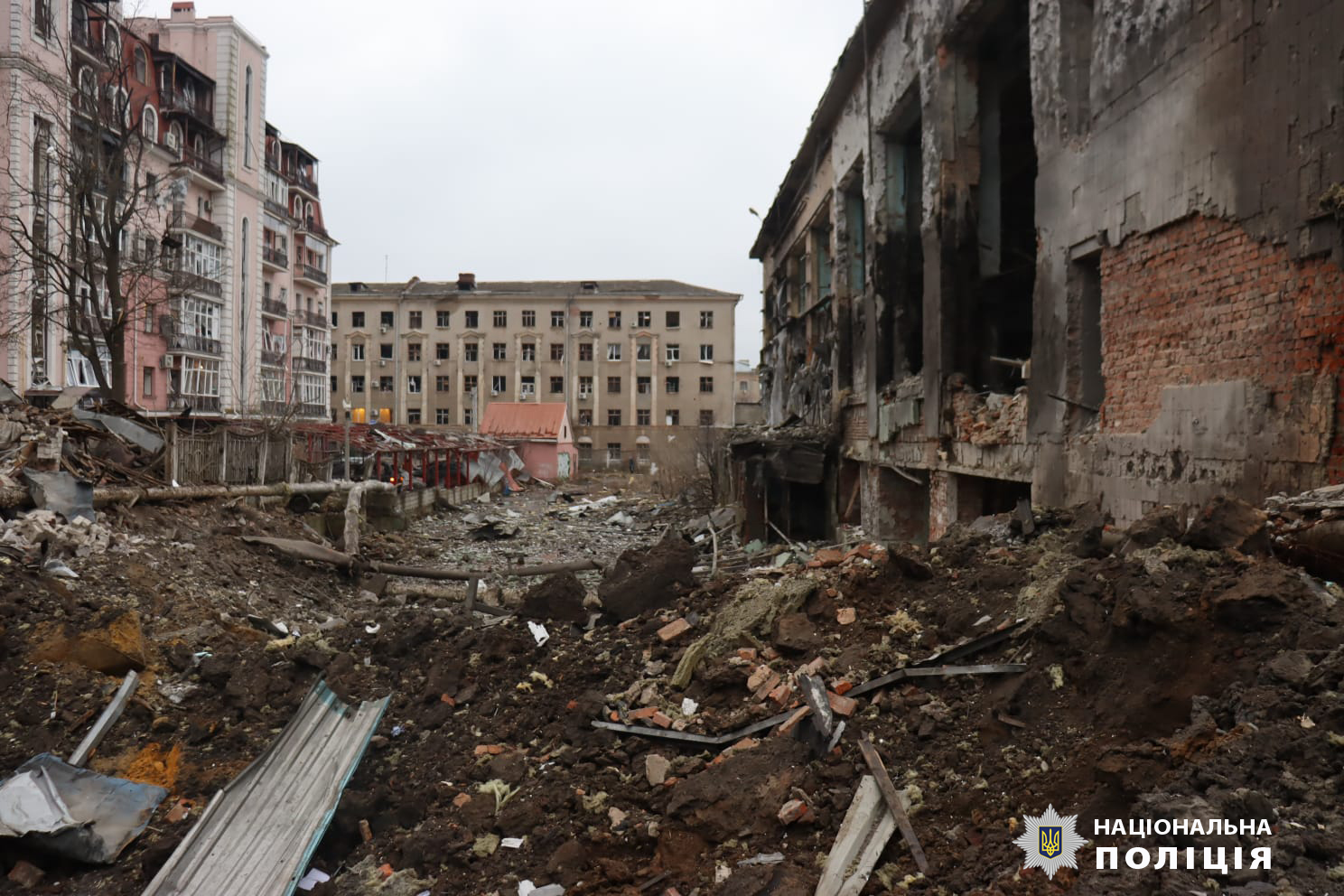
Разрушения в Харькове

Около 7:30 утра россияне атаковали Харьков. По словам украинских властей, по городу было выпущено шесть ракет, из них четыре взорвались в Шевченковском районе. В результате атаки были повреждены жилые дома, гражданская инфраструктура, хозяйственные постройки, автомобили, погибла 91-летняя женщина. Пострадало 63 человека, несколько человек были в тяжёлом состоянии. Спустя два дня в больнице от ранений, полученных при обстреле, скончались ещё два человека.

#### Другие места

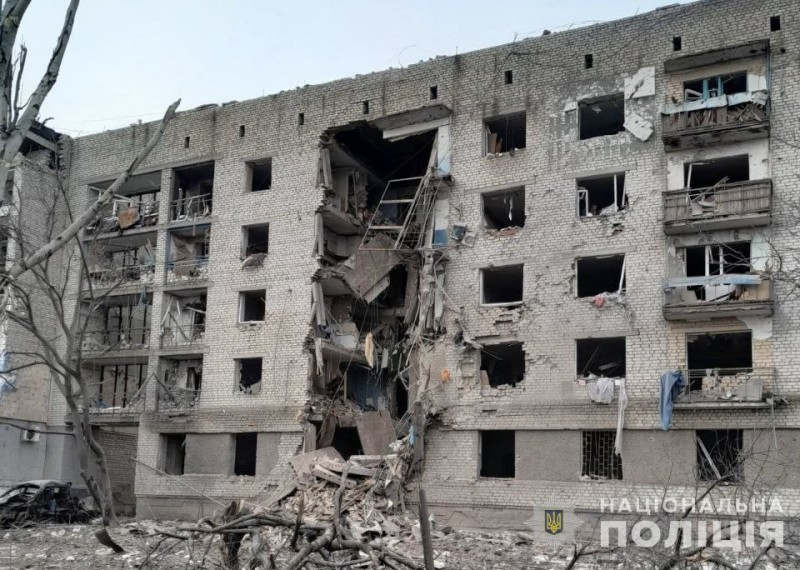
Жилой дом в Орехове, разрушенный российским авиаударом

В Кропивницком районе украинские силы ПВО сбили одну из ракет, её обломки упали во двор одного из частных домов, однако по словам украинских властей никто не пострадал. В Николаеве в результате падения обломков после работы ПВО также возникали пожары.
Утром россиянами двумя авиационными управляемыми бомбами был атакован и город Орехов Запорожской области. По словам украинских властей, в результате атаки был повреждён пятиэтажный жилой дом, одна из его жительниц была доставлена в больницу.

#### Инцидент в Воронежской области
Во время атаки на Украину над селом Петропавловка в Воронежской области произошёл «нештатный сход авиационного боеприпаса». По первоначальному заявлению российских властей, пострадавших не было, но были повреждены как минимум семь частных домов. Позже они заявили о четырёх пострадавших и повреждении более ста домов (треть всех домов села), из которых 9 разрушены полностью.
В СМИ отмечалось, что у российской армии подобный инцидент уже случался в апреле 2023 года в Белгороде.

### Последствия
Всего в результате атаки 2 января в Украине погибло шесть человек, 130 получили ранения.
В результате атаки на Киев были уничтожены или повреждены производство и склады фирмы тактической одежды M-TAC, которую часто носил украинский президент Владимир Зеленский.

## Особенности атаки

### Массированное применение «Кинжалов»

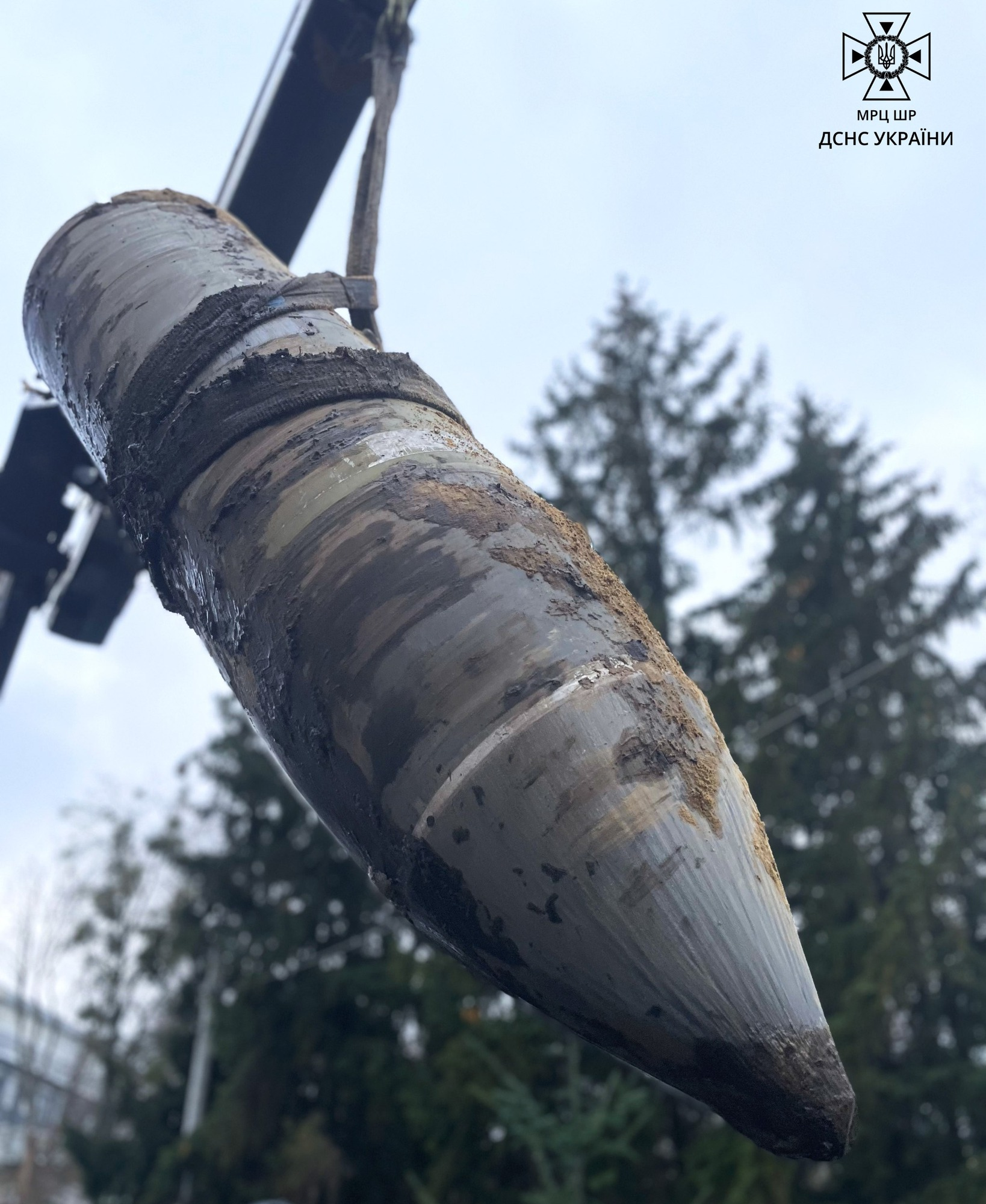
Обезвреживание боевой части ракеты «Кинжал» в Киеве (5 января 2024)

Представитель Воздушных сил ВСУ Юрий Игнат заявил, что ракетная атака 2 января была крупнейшей за всю войну по числу использованных ракет «Кинжал». При этом, по словам украинских военных, ПВО сумела сбить все 10 запущенных по Украине ракет «Кинжал».
Бывший командующий Европейским командованием вооружённых сил США американский генерал в отставке Филип Бридлав отметил, что «благодаря Украине мы узнали, что ракеты „Кинжал“ не являются неуязвимыми, как об этом утверждал Путин». В то же время он отмечал специфику новой российской тактики обстрела городов Украины. Сперва россияне запускают множество дронов, потом следовала волна различных ракет, а уже в условиях предполагаемого истощения систем украинских ПВО следовала третья волна из «Кинжалов».

### Северокорейские ракеты
5 января 2024 года представитель Белого Дома Джон Кирби заявил, что в ходе обстрелов 30 января и 2 января Россия использовала ракеты, полученные от КНДР. В тот же день представитель Воздушных сил ВСУ Юрий Игнат заявил, что украинские военные «пока не могут подтвердить информацию об использовании российскими войсками баллистических ракет от Северной Кореи». По его словам, это была «точно, что баллистика, а какая баллистика, чья ракета — надо разбираться», однако окончательные выводы можно будет сделать только после изучения обломков ракеты специалистами.
Журналисты Би-би-си отмечали, что хотя изучение обломков позволяет получить неоспоримые доказательства для установления использованного типа ракет, однако определить тип ракет можно и дистанционно по нескольким параметрам, таким как радиолокационная сигнатура и характеристикам факела, которые способны отследить датчики на самолётах-разведчиках.
В то же время украинское профильное издание о вооружениях Defense Express со ссылкой на свои источники писало, что Россия использовала северокорейские ракеты при атаке по Запорожской области 30 января и 2 января при атаке по Харькову. Согласно источникам издания, предварительный анализ обломков указал на использование ракеты KN-23, которая является аналогом Искандер. Однако ракета KN-23 имела дальность около 690 км, тогда как в брифинге Кирби утверждалось, что переданные России ракеты могли иметь дальность 900 км, однако в таком случае по словам эксперта издания Defense Express Ивана Киричевского могла идти речь о ракете Хвасон-9, которая является северокорейской вариацией советской ракеты Р-17.
6 января 2024 года представитель Харьковской областной прокуратуры Дмитрий Чубенко опубликовал фотографии и видео с обнаруженными в Харькове обломками ракет. Он отметил, что обнаруженная ракета схожа с ракетами Искандер, однако она имела ряд технических отличий от типичных «Искандеров» и была более грубо выполнена. Он отмечал, что на ракете были стёрты надписи на ряде деталей, хотя ранее украинские специалисты не фиксировали попыток скрыть маркировку на ракетах, которыми обстреливали Харьковскую область, что может говорить о попытке скрыть информацию об этой ракете. Также Чубенко показывал надпись на обломке ракеты, которая не похожа ни на кириллицу, ни на латиницу. Он заявил, что «по той информации, которая есть в сети Интернет, по фото с северокорейских парадов, по соплам, по задней части этой ракеты — она очень похожа» на северокорейскую ракету, которая изготавливалась «на базе „Искандера“». Он сказал, что в прокуратуре склоняются к версии, что эту ракету предоставила Северная Корея, однако прямых доказательств в пользу этого у украинских специалистов ещё нет.
11 января 2024 года генеральный прокурор Украины Андрей Костин заявил, что по итогам предварительной научно-технической экспертизы Украина получила первые доказательства в пользу того, что ракета, выпущенная по Харькову, была создана в КНДР.
При этом в ISW отмечали, что россияне активно используют баллистические ракеты для ударов по украинским городам вблизи линии фронта, так как такие ракеты сложно перехватить системам ПВО. Однако ISW отмечала, что Россия активно искала баллистические ракеты в других государствах, так как, вероятно, столкнулась с истощением собственных запасов баллистических ракет малой дальности.
В конце апреля 2024 года эксперты ООН, исследовавшие обломки ракеты, подтвердили, что Россия использовала северокорейскую ракету «Hwasong-11» для удара по Харькову. В отчёте, который был представлен Совбезу ООН группой по наблюдению за санкциями, отмечалось, что ракета была запущена с территории России.
Аналитики отмечали, что Россия создала прецедент использования иностранных дальнобойных ракет в войне с Украиной.
29 апреля 2024 года ООН выпустила 32-страничный доклад с выводом, что по Харькову был нанесён удар баллистической ракетой «Хвасон-11», произведённой в КНДР.

## Реакция

### Украина
Президент Украины Владимир Зеленский выразил всем родным и близким, пострадавшим от ударов и заявил: «Спасибо всем в мире, кто помогает. Пэтриоты, Айрисы, Насамсы. Каждая такая система спасла уже не менее сотни жизней. А за каждую забранную жизнь Россия будет отвечать».
Глава МИД Украины Дмитрий Кулеба призвал ускорить поставки в Украину дополнительных систем ПВО и боеприпасов, обеспечить Украину боевыми беспилотниками всех типов и ракетами дальностью более 300 километров, одобрить использование замороженных российских активов для помощи Украине и изолировать российских дипломатов. Он заявил: «Террористический режим в Москве должен осознать, что международное сообщество не будет закрывать глаза на убийства мирных жителей и разрушение гражданской инфраструктуры в Украине».

### Россия
Минобороны РФ заявило, что «высокоточным оружием» был нанесён групповой удар по предприятиям военно-промышленного комплекса Украины. Согласно утверждениям российского министерства, в Киеве и Киевской области удары наносились «по предприятиям, выполнявшим заказы по производству ракет, беспилотников и ремонту военной техники». Также в Минобороны РФ заявили, что были атакованы «места хранения ракет, боеприпасов и авиационных средств поражения», которые Украина получила от стран Запада. В Минобороны РФ заявили, что «Цель удара достигнута. Все объекты поражены».

### Другие государства
Посол США в Украине Бриджит Бринк заявила: «Срочно и критически важно поддержать Украину сейчас, чтобы остановить Путина здесь».
Глава МИД Германии Анналена Бербок заявила, что «каждой ракетой Путин показывает, что хочет уничтожить Украину».
Представители Европейского союза, Молдовы, Чехии, Литвы, Латвии, Эстонии призвали увеличить поддержку Украины и не допустить «усталости от войны».

## Оценки
Корреспондент Би-би-си Павел Аксёнов отмечал, что волна массированных ударов по украинским городам началась после уничтожения силами ВСУ российского большого десантного корабля «Новочеркасск» 26 декабря 2023 года. Однако по его мнению российские атаки по украинским городам готовились заранее. Он отмечал, что множество экспертов предсказывали российскую кампанию по ударам по объектам украинской инфраструктуры с наступлением зимних холодов, и что это вписывается в концепцию войны на истощение, которую Россия навязывала Украине с осени 2022 года. К тому же, считал Аксёнов, такие удары могут компенсировать отсутствие новостей с фронта.
The Guardian писала, что в совокупности с ударом 29 декабря и обещаниями Путина наращивать удары по Украине, ракетная атака 2 января открывала новую страницу в российско-украинском противостоянии. Издание отмечало, что цель России — истощить украинские системы ПВО и ракетными ударами ослабить Украину. При этом The Guardian отмечало, что в то время как за практически два года войны Россия сумела резко увеличить выпуск боеприпасов, западная помощь Украине ослабла и стала приходить с задержками. На фоне безразличия российского руководства к числу собственных потерь всё это заставляет чувствовать Путина крайне уверенным в себе, как было только в первые дни российского вторжения. Однако The Guardian подчёркивала, что не факт, будто путинская логика в конечном счёте окажется успешной.
Обозреватели отмечали, что за несколько дней до обстрелов 2 января газета The New York Times опубликовала материал, согласно которому Путин будто бы сигнализирует о готовности к прекращению огня в Украине. Однако аналитик Дэниел Фрид отмечал, что объективно Россия в данный момент не заинтересована в мире, так как Путин успешно использовал сложности в США и Евросоюза с выделением помощи Украине на 2024 год. Журналисты отмечали, что к началу 2024 года законодатели США так и не смогли согласовать помощь Украине, а ЕС также не смог принять многолетний пакет помощи, в частности из-за противодействия Венгрии. Последний пакет американской помощи, на которую было финансирование, Украине американские власти выделили в декабре 2023 года, куда входили и ракеты к системам Пэтриот. Аналитик Даг Клейн отмечал, что масштабными ударами по украинским городам, терроризирующими украинцев в зимнее время, Россия будет пытаться истощить украинские системы ПВО. И если боеприпасы для украинских ПВО закончатся, Россия сумеет уничтожить украинские системы Patriot и NASAMS, что стало бы сокрушительным ударом для Украины и США. Аналитик Карл Мюллер отмечал, что если ситуация не изменится, Украина будет вынуждена выбирать, какие цели сбивать, а какие нет ради экономии боеприпасов.
The Washington Post в своей редакционной колонке писала, что лучшим ответом на ракетный обстрел Украины было бы согласование пакета помощи для Украины, Израиля и обустройства границы США с Мексикой.
В то же время аналитики отмечали, что единственным способом уменьшения интенсивности подобных атак является предоставление Украине дальнобойных ракет вроде ATACMS, чтобы ВСУ уничтожали российские пусковые площадки ракет.